# Scathophaga staryi
Scathophaga staryi är en tvåvingeart som beskrevs av Sifner 2000. Scathophaga staryi ingår i släktet Scathophaga och familjen kolvflugor.
Artens utbredningsområde är Irak. Inga underarter finns listade i Catalogue of Life.